# Маріон Леонард
Маріон Леонард (англ. Marion Leonard; нар. 9 червня 1881 — пом. 9 січня 1956) — американська театральна акторка, одна з перших зірок епохи німого кіно.

## Життєпис
Народилася в Цинциннаті (Огайо). Розпочала кар'єру в театрі у 27 років і тоді ж підписала контракт з кінокомпанією «Байограф». У 1908 році дебютувала на екрані у короткометражному фільмі «На перехрестях життя» режисера Воллеса Маккатчена-молодшого за сценарієм Девіда Ворка Гріффіта.
Протягом року знімалася у фільмах, зрежисованих Гріффітом. На той час у титрах фільмів не вказували акторів, але, попри це, Маріон Леонард та Флоренс Ауер стали першими акторками-зірками кіно.
Маріон Леонард знялася у багатьох стрічках компанії «Байограф», у тому числі в 32 фільмах разом з перспективною на той час молодою акторкою Мері Пікфорд.
У період роботи на «Байограф» Леонард познайомилася з режисером і сценаристом Станнером Тейлором. Невдовзі вони одружилися. Врешті-решт акторка залишила «Байограф» і знімалася в подальшому у фільмах «Юніверсал» та інших компаній.
У 1915 році, знявшись у понад 150 стрічках, Маріон Леонард пішла з кіноіндустрії, але повернулася через 11 років, зігравши у 1926 році у віці 45 років в комедії Мака Сеннета.
Померла у 1956 році у лікарні-притулку для акторів кіно та телебачення у Вудленд-Гіллз (Каліфорнія).

## Вибрана фільмографія
| Рік  |   | Українська назва           | Оригінальна назва                  | Роль                  |
| ---- | - | -------------------------- | ---------------------------------- | --------------------- |
| 1909 | ф | Прусський шпигун           | The Prussian Spy                   | леді Флоренс          |
| 1909 | ф | Помста дурня               | A Fool's Revenge                   | дочка                 |
| 1909 | ф | Серце Руе                  | The Roue's Heart                   | скульпторка           |
| 1909 | ф | І мале дитя буде водити їх | And a Little Child Shall Lead Them | мати                  |
| 1909 | ф | Шкіряна Панчоха            | Leather Stocking                   | племінниця полковника |